# Thierry Carcenac
Thierry Carcenac, né le 19 décembre 1950 à Lescure-d'Albigeois (Tarn), est un homme politique français. Membre du Parti socialiste, il est sénateur de 2014 à 2020 et président du conseil départemental du Tarn de 1991 à 2017.

## Biographie
D’origine modeste, inspecteur des impôts, Thierry Carcenac est élu en 1976 conseiller municipal de Lescure-d'Albigeois puis élu, dans le canton d'Albi-Nord-Est, conseiller général en 1979 avant de devenir premier adjoint au maire de sa commune en 1983. Dans les années 1980 et 1990, Thierry Carcenac est chargé de mission auprès de plusieurs ministres (Édith Cresson, Michel Charasse, Martin Malvy). En 1991, à la mort de Jacques Durand, il lui succède à la présidence du conseil général du Tarn. Parallèlement à ces fonctions d’élu local, Thierry Carcenac est député de 1997 à 2012 puis sénateur à partir de 2014. Au cours de sa campagne pour les élections sénatoriales, il défend la construction du barrage de Sivens dont il est l’un des principaux promoteurs en tant que président du conseil général.
Lorsque dans la nuit du 25 au 26 octobre 2014, un opposant au projet de barrage, Rémi Fraisse, 21 ans, est tué sur le site par une grenade projetée par un gendarme, Thierry Carcenac déclare à propos de la mort du jeune homme : « Mourir pour des idées, c’est une chose, mais c’est quand même relativement stupide et bête »,.
En mars 2015, il est élu conseiller départemental du canton d'Albi-4, en tandem avec Élisabeth Claverie,,. À l'issue du deuxième tour des élections départementales qui a vu sa majorité arriver en tête (13 cantons sur 23), Thierry Carcenac est réélu à la tête du département du Tarn le 2 avril suivant. Le président sortant obtient 28 voix. Philippe Folliot (UDI), également candidat à la présidence, recueille 18 voix. 